# Ergavia illineata
Ergavia illineata är en fjärilsart som beskrevs av W. Warren 1908. Ergavia illineata ingår i släktet Ergavia och familjen mätare. Inga underarter finns listade i Catalogue of Life.